# بوب باور
بوب باور (بالإنجليزية: Bob Bauer)‏ هو لاعب كرة قاعدة أمريكي، ولد في 14 نوفمبر 1930.